# جک هیولی
جک هیولی (انگلیسی: Jack Hively; زاده ۵ سپتامبر ۱۹۱۰ – درگذشته ۱۹ دسامبر ۱۹۹۵) یک کارگردان فیلم، تدوین‌گر اهل ایالات متحده آمریکا بود.
وی کارگردان فیلم‌هایی همچون آنی در ویندی پاپلز و تدوین‌گر فیلم‌های رمانتیک در منهتن و دختر دانا بوده است.